# Anatoli Gospodinov
Anatoli Gospodinov (em búlgaro:  Анатоли Господинов; 21 de março de 1994), é um futebolista da Bulgária que joga como goleiro. Atualmente, joga pelo Etar.

## Títulos
CSKA Sofia
- Copa da Bulgária: 2015–16